# Vassilievski (Vladímir)
|  | Per a altres significats, vegeu «Vassilievski». |

Vassilievski (en rus: Васильевский) és un poble (un possiólok) de l'óblast de Vladímir, a Rússia, segons el cens del 2010 tenia un habitant. Pertany al districte municipal de Mélenki.